# Masters de Canadá 1971
El Abierto de Canadá 1971 (también conocido como 1971 Rothmans Canadian Open por razones de patrocinio) fue un torneo de tenis jugado sobre tierra batida. Fue la edición número 82 de este torneo. El torneo masculino formó parte del circuito ATP. La versión masculina se celebró entre el 9 de agosto y el 16 de agosto de 1971.

## Campeones

### Individuales masculinos
John Newcombe vence a  Tom Okker, 7–6, 3–6, 6–2, 7–6.

### Dobles masculinos
Tom Okker /  Marty Riessen vencen a  Arthur Ashe /  Dennis Ralston,  6–3, 6–3, 6–1.

### Individuales femeninos
Françoise Dürr vence a  Evonne Goolagong, 6–4, 6–2.

### Dobles femeninos
Rosemary Casals /  Françoise Dürr vencen a  Lesley Turner Bowrey /  Evonne Goolagong, 6–3, 6–2.
| Predecesor: Canadá 1970 | Masters de Canadá 1971 | Sucesor: Canadá 1972 |